# Unión Deportiva Aretxabaleta
La Unión Deportiva Aretxabaleta-Aretxabaleta Kirol Elkartea, conocida como UDA, es un club deportivo de España, de la localidad de Arechavaleta (Guipúzcoa). Fue fundado en 1946. Es el equipo donde inició su carrera futbolística Andoni Zubizarreta.

## Historia
El club fue fundado en 1946 bajo el nombre de Juventud Deportiva Arechavaleta. Al año siguiente adoptó su nombre clásico de Unión Deportiva Arechavaleta (U.D.A.). Es el principal club deportivo de la localidad homónima y cuenta con secciones de fútbol, fútbol sala, ciclismo, montaña, kárate, ajedrez, gimnasia y pelota vasca. Su sección de ciclismo y la sección de montañismo fueron muy destacadas en las décadas de los años 40 y 50.
La sección de fútbol comenzó jugando en categorías regionales a partir de la temporada 1946. Alcanzó un nivel reseñable a principios de la década de 1970, cuando en 1972 el equipo se proclamó campeón de España de aficionados y campeón regional de Guipúzcoa, logrando el ascenso a la Tercera división española. Disputó la temporada 1972-73 el Campeonato de Tercera división española y la Copa del Generalísimo, donde avanzó hasta la 3 eliminatoria y fue eliminado por el Pontevedra CF. En la Liga al finalizar la temporada descendió de nuevo a categoría regional. Hay que tener en cuenta que por aquella época la Tercera división era una competición más fuerte que hoy en día al no existir la Segunda División B.
A finales de la década de 1970 pasó por las filas del UDA un jovencísimo Andoni Zubizarreta, que jugó dos temporadas en el equipo de su pueblo al comienzo de su exitosa carrera. Zubizarreta, con 4 mundiales, 126 partidos internacionales, 622 partidos en la Primera División y 6 títulos de Liga a sus espaldas, es de largo el jugador más importante que ha salido de la cantera del club. No obstante, la cantera de la U.D.A ha dado al fútbol jugadores importantes como Bixente Etxeandia, Igor Arenaza o José Javier Barquero. 
El retorno de la UDA a la Tercera División no se produjo hasta 1983 y fue también efímero. Por último en 1986 volvió a jugar en esta categoría logrando mantenerse por dos temporadas. Desde 1993 el club es también conocido como Aretxabaleta Kirol Elkartea, traducción aproximada de su nombre a la lengua vasca.
Desde su descenso de 1988 pasaron 21 años sin que volviera a jugar en categoría nacional. La temporada 2008-2009, tras proclamarse campeón de la Regional Preferente de Guipúzcoa, volvió a ascender a la Tercera división, categoría en la que jugó la temporada siguiente volviendo a descender a la Regional Preferente de Guipúzcoa. Escasos 6 años después, en la temporada 14/15, la U.D.A volvió a conseguir el ascenso a la Tercera División. En esta categoría volvió a militar durante una temporada descenciendo a la Regional División de Honor (antes Preferente). En la temporada 23/24, tras una gran temporada del equipo al ir la mayor parte de la temporada en primer lugar, finalmente terminan segundos clasificados después del Éibar Urko. Finalmente, en el playoff de ascenso, tras empatar 1-1 contra el Bermeo como visitante, y ganar en Aretxabaleta por 4-1 al Aurrera de Vitoria,consiguen el ansiado ascenso a Tercera Ref, categoría en la que milita en la actualidad.

## Uniforme
- Uniforme titular: Camiseta azul celeste con franja diagonal blanca, pantalón blanco y medias azul celestes.

## Estadio
Juega en el campo de fútbol Ibarra de Arechavaleta (Guipúzcoa) que posee una capacidad para más de 500 espectadores. Fue inaugurado en 1960. Se trata de un campo de fútbol de hierba artificial de 105 x 65 metros.

## Datos del club
- Temporadas en 1.ª: 0
- Temporadas en 2.ª: 0
- Temporadas en 2ªB: 0
- Temporadas en 2ªB: 1
- Temporadas en 3.ª: 6
- Mejor puesto en la liga: 10.º (Tercera división, Grupo IV, temporada 86-87)

## Palmarés
- Campeonato de España de Aficionados (1): 1972.